# Dygdsignalering
Dygdsignalering (engelska: virtue signalling), ibland översatt till Godhetssignalering, är att uttrycka moraliska värderingar med huvudsakligt syfte att stärka den egna sociala ställningen inom en grupp. Det engelskspråkiga begreppet användes först inom evolutionsbiologins signalteori för att beskriva beteenden som kan användas för att signalera dygd, särskilt religiös fromhet.
I dagligt tal används begreppet ofta nedsättande om den som uttrycker politiskt korrekta uppfattningar som upplevs ha en självförhärligande baktanke.[källa behövs]